# Petaurista elegans
Petaurista elegans е вид бозайник от семейство Катерицови (Sciuridae).